# Caserne Ney
Ne doit pas être confondu avec le Centre de détention de Toul (ancienne caserne Ney)
La caserne Ney, ou caserne du Génie, est une caserne construite au XIXe siècle au sud-ouest de la place de la République dans le centre-ville de Metz.

## Contexte historique
Dans la première moitié du XIXe siècle, Metz est encore une ville de garnison, dotée de nombreuses casernes. C’est aussi la capitale française des « Armes savantes », car depuis 1720, elle abrite l’École d’application de l’artillerie et du génie. Il semble donc naturel de construire une caserne du Génie, en plein centre-ville, à côté de l’arsenal Ney.

## Construction et aménagements
Les travaux de terrassement commencent en 1833. La caserne du Génie est construite de 1841 à 1844, par le colonel Firmin-Claude Parnajon. Ses bâtiments forment un « U » de 170 mètres de long sur 95 mètres de large. En 1854, les frères Antoine Husson et Francois-Desiré Husson, et Gustave Hennequin, sculptent les trophées d’armes en hauts-reliefs, à l’entrée de la caserne.

## Affectations successives
Occupée par les troupes allemandes dès le début de la première Annexion, la caserne du Génie est rebaptisée Kaiser Wilhelm Kaserne en l’honneur de l’empereur Guillaume Ier d’Allemagne. Le 130e régiment d'infanterie, une unité de la 33e division d'infanterie du 16e corps d'armée y est stationné. Elle est rendue à la France en 1919. En 1940, la caserne est de nouveau occupée par l’armée allemande. Elle est réinvestie par l’armée française en novembre 1944.
Ses trophées en haut-relief font l’objet d’une inscription au titre des monuments historiques depuis le 24 octobre 1929.
La caserne est aujourd’hui occupée par l’établissement du service d'infrastructure de la Défense de Metz, le 4e centre médical des armées et le centre d’information et de recrutement des forces armées. Le commandement de l'aviation légère de l'Armée de terre, provenant de Vélizy-Villacoublay, s'y installe à compter du 1er août 2025.

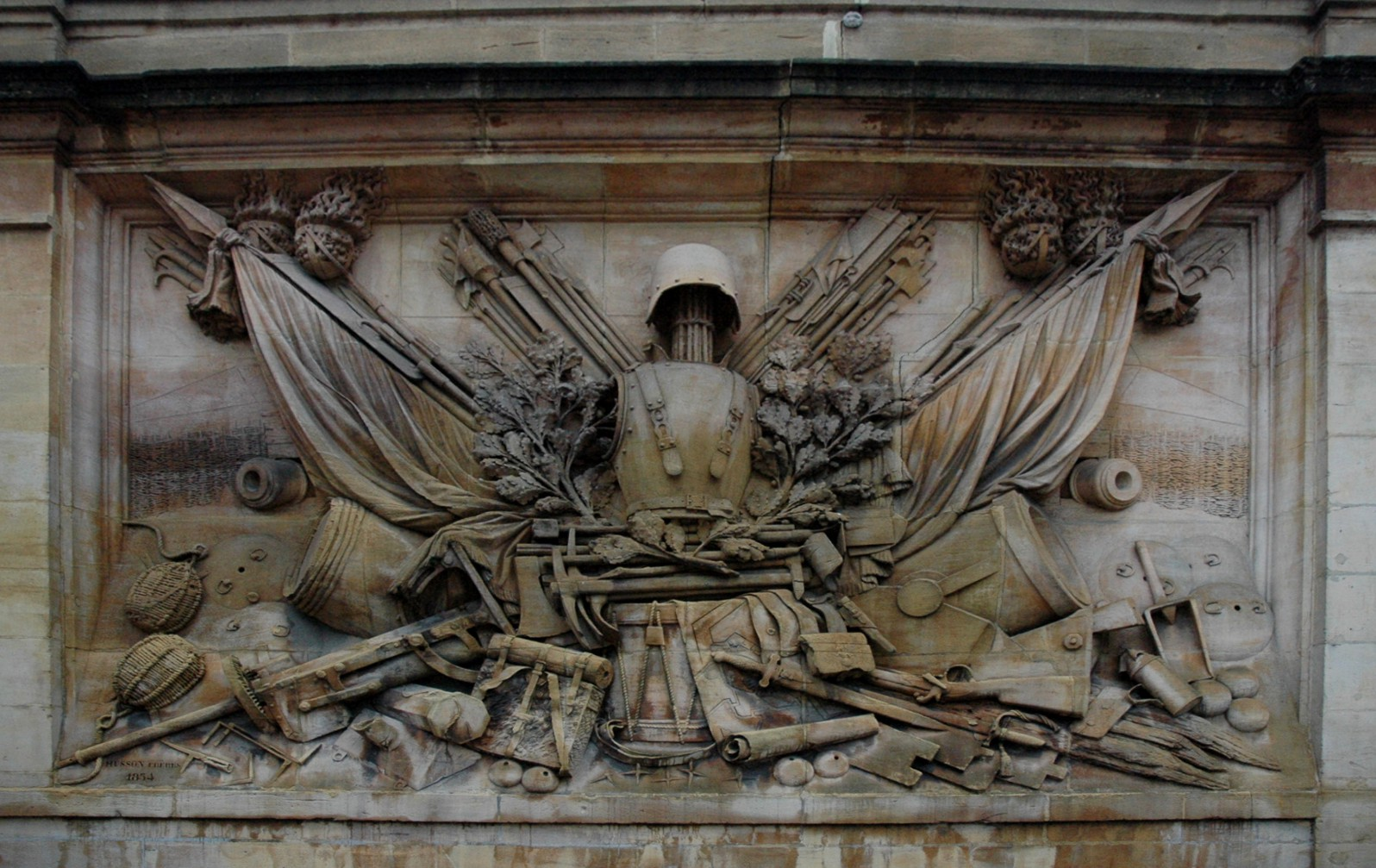
Détail du trophée de gauche.
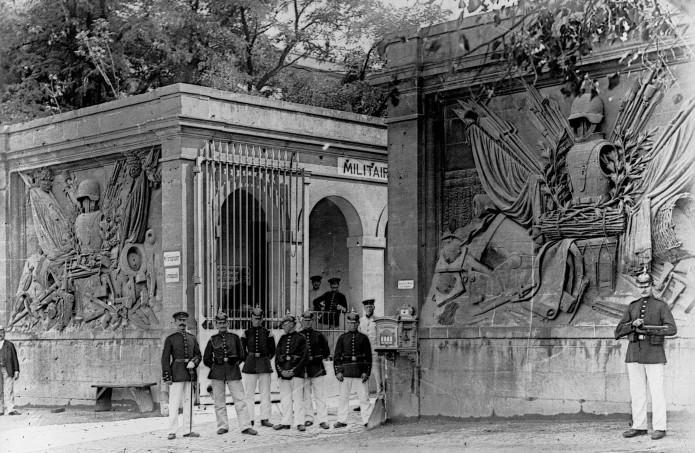
Entrée principale vers 1915.
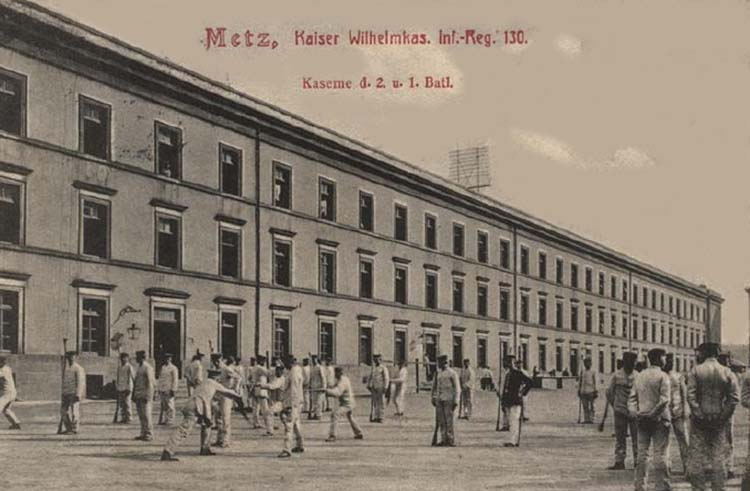
Kaiser Wilhelm Kaserne avant 1919.
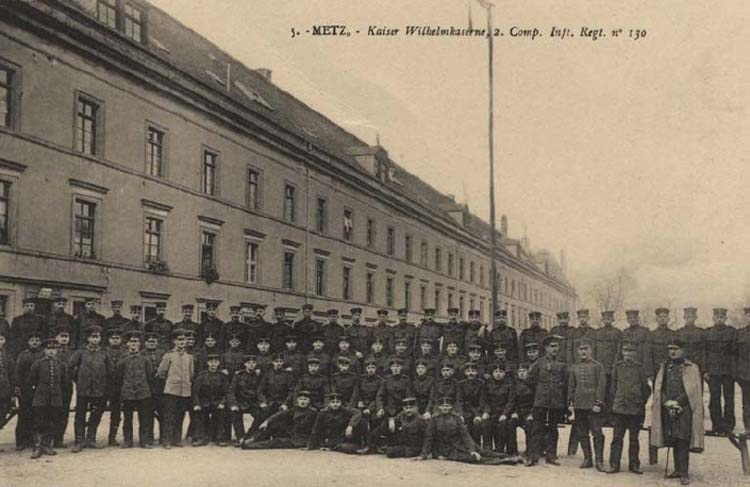
Kaiser Wilhelm-Kaserne avant 1919.
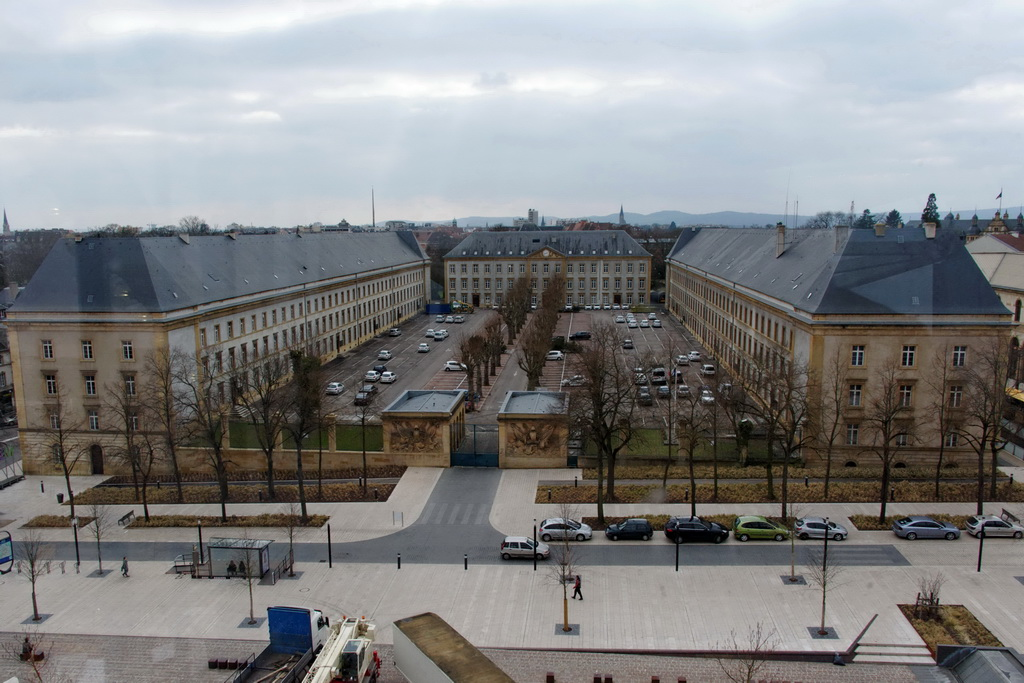
Caserne Ney.